# 南伊佐郡

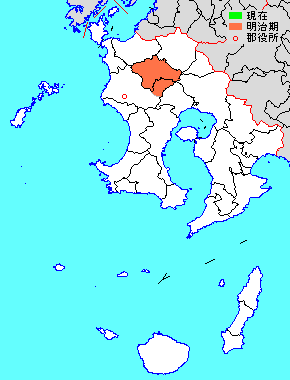
鹿児島県南伊佐郡の位置

南伊佐郡（みなみいさぐん）は、鹿児島県にあった郡。

## 郡域
1887年（明治20年）に行政区画として発足した当時の郡域は、下記の区域にあたる。
- 薩摩郡さつま町の全域
- 薩摩川内市の一部（祁答院町各町）

## 歴史

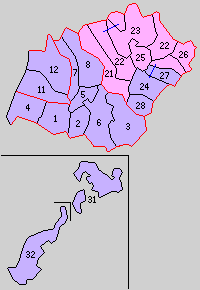
21.山崎村 22.宮之城村 23.鶴田村 24.大村 25.佐志村 26.永野村 27.黒木村 28.藺牟田村（紫：薩摩川内市 桃：薩摩郡さつま町 1 - 8は薩摩郡 11・12は高城郡 31・32は甑島郡）

### 郡発足までの沿革
- 明治初年時点では全域が薩摩鹿児島藩領であった。「旧高旧領取調帳」に記載されている、伊佐郡のうち後の本郡域の明治初年時点での村は以下の通り[注 1]。特記以外は全域が現・さつま町。（23村）
  - 太良郷（一部） - 永野村
  - 山崎郷（一部） - 山崎村、久富木村
  - 藺牟田郷 - 藺牟田村（現・薩摩川内市）
  - 大村郷 - 南方村、北方村（現・さつま町）、上手村、下手村（現・薩摩川内市）
  - 宮之城郷 - 屋地村、船木村、平川村、湯田村、柊野村、虎居村、時吉村、求名村
  - 佐志郷 - 広瀬村、田原村
  - 黒木郷 - 黒木村（現・薩摩川内市）
  - 鶴田郷 - 鶴田村、神子村、柏原村、紫尾村
- 明治4年7月14日（1871年8月29日） - 廃藩置県により鹿児島県の管轄となる。
- 明治12年（1879年）2月17日 - 郡区町村編制法の鹿児島県での施行により、行政区画としての伊佐郡が発足。「宮之城郡役所」が屋地村に設置され、薩摩郡・大隅国菱刈郡とともに管轄。
- 明治14年（1881年）7月28日 - 薩摩郡・出水郡[注 2]・高城郡・甑島郡とともに「隈之城郡役所」の管轄。

### 郡発足以降の沿革
- 明治20年（1887年）5月9日 - 伊佐郡のうち上記6郷余の区域をもって南伊佐郡が発足[1]。
- 明治22年（1889年）4月1日 - 町村制の施行により、各郷に永野村［太良郷1村］、山崎村［薩摩郡3村を含む］、藺牟田村、大村、宮之城村、佐志村、黒木村、鶴田村が発足。（8村）
- 明治30年（1897年）4月1日 - 郡制の施行のため、「隈之城郡役所」の管轄区域をもって、改めて薩摩郡が発足[2]。同日南伊佐郡廃止。